# Domoszló, Heves
Domoszló  este un sat în districtul Gyöngyös, județul Heves, Ungaria, având o populație de 2.053 de locuitori (2011). 

## Demografie
Componența etnică a satului Domoszló
     Maghiari (95,47%)
     Romi (3,51%)
     Alții (1,01%)
Componența confesională a satului Domoszló
     Romano-catolici (67,02%)
     Fără religie (5,55%)
     Reformați (3,26%)
     Necunoscută (23,58%)
     Alte religii (1,7%)
Conform recensământului din 2011, satul Domoszló avea 2.053 de locuitori. Din punct de vedere etnic, majoritatea locuitorilor (95,47%) erau maghiari, cu o minoritate de romi (3,51%).  Din punct de vedere confesional, majoritatea locuitorilor (67,02%) erau romano-catolici, existând și minorități de persoane fără religie (5,55%) și reformați (3,26%). Pentru 23,58% din locuitori nu este cunoscută apartenența confesională.